# よしながふみ
よしなが ふみ（1971年〈昭和46年〉 - ）は、日本の女性漫画家。血液型はB型。
東京都出身で、東京都立富士高等学校を経て、慶應義塾大学法学部を卒業後、大学院法学研究科を中退する。ペンネームは女優の吉永小百合と檀ふみから採った。多くの代表作を持つほか、同人サークル「大沢家政婦協会」の主宰者で、2006年以降活動を休止していたが2015年コミックマーケット89から活動を再開。
漫画雑誌『花音』1994年10月号にて『月とサンダル』でプロデビュー。練りこまれた筋書きや綿密なストーリー構成を得意とする。2001年にテレビドラマ化された『西洋骨董洋菓子店』を皮切りに、複数の作品が多様にメディア展開されている。

## 作風
『ベルサイユのばら』や『スラムダンク』などの影響を受けながら、二次創作の同人活動を皮切りに青年誌・少女誌などで幅広く活躍する。ビブロスや芳文社などボーイズラブ (BL) 誌で執筆し、ボーイズラブ小説の挿絵なども手がける。メガネが好きで、作品内にメガネをかけた人物を必ず一人は登場させている。
BL誌連載作品だけではなく、青年誌や少女誌連載作品にも、男性同性愛者（ゲイ）が登場する作品が多い。同人活動で、男性同性愛をモチーフとした創作JUNE系などの作品群を発表している。商業誌で活動してからは、自身の商業作品の後日談を同人誌として発表した。一部の作品はまとめて単行本化され、第1巻は比較的穏やかで2巻で性描写が多発する作品もある。『1限めはやる気の民法』は連載「第1巻」と同人「第2巻」として発売されている。
作中には料理やスイーツが多く登場し、描写から食にこだわりが感じられる。『愛がなくても喰ってゆけます。』における食事シーンのキャラクター描写について、「官能的ですらある」「表情もまた見事」「人間関係の微妙なアヤを浮き彫りにしている」などと評し、食欲が性欲以上に「根源的でエゴイスティック」で「食べ方や食の嗜好には人間性が」表れることにきわめて自覚的である、と断定している。

## 影響
よしながが「最初に萌えたキャラクター」は、池田理代子『ベルサイユのばら』のアンドレ。以降、読者として「主人公に嫉妬をしないで『損得抜き』で応援する」「どこまでもへなちょこな」アンドレ的な立ち位置のキャラクターを探し続けていると述べている。
ローカス賞を受賞したアメリカの女性ファンタジー作家N・K・ジェミシンは、よしながの影響を公言しており、『大奥』がジェイムズ・ティプトリー・ジュニア賞を受賞する以前から愛読していた。

## 受賞歴
- 2002年 『西洋骨董洋菓子店』 - 第26回講談社漫画賞少女部門
- 2006年 『大奥』第1巻 - 第5回センス・オブ・ジェンダー賞特別賞[10]
- 2006年 『大奥』第1巻 - 第10回文化庁メディア芸術祭マンガ部門優秀賞
- 2009年 『大奥』 - 第13回手塚治虫文化賞大賞
- 2010年 『大奥』 - 2009年度ジェイムズ・ティプトリー・ジュニア賞
- 2011年 『大奥』 - 第56回（平成22年度）小学館漫画賞少女向け部門
- 2019年 『きのう何食べた?』 - 第43回講談社漫画賞一般部門
- 2021年 『大奥』 - 第42回日本SF大賞、第21回センス・オブ・ジェンダー賞の殿堂賞
- 2022年 『大奥』および『きのう何食べた?』 - 芸術選奨文部科学大臣新人賞（メディア芸術部門）[11]

## 作品リスト

### 漫画
- 月とサンダル (1996年3月、芳文社)
- 本当に、やさしい。(1997年3月、ビブロス)
- ソルフェージュ (1998年3月、芳文社)
- 1限めはやる気の民法 (1998年7月-2002年3月、ビブロス、全2巻)
- こどもの体温 (1998年7月、新書館)
- 愛とは夜に気付くもの（文庫化タイトル『執事の分際』）(1999年3月、ビブロス)
- 彼は花園で夢を見る (1999年9月、新書館)
- ジェラールとジャック (2000年2月-2001年4月、ビブロス、全2巻)
- 西洋骨董洋菓子店 (2000年6月-2002年9月、新書館、全4巻)
- 愛すべき娘たち(2003年12月、白泉社)
- それを言ったらおしまいよ(2003年2月、太田出版)
- フラワー・オブ・ライフ(2004年5月-2007年6月、新書館)
- 大奥 (2005年10月-2022年3月、白泉社、全19巻)
- きのう何食べた?（2007年11月-　、講談社、既刊24巻）
- 環と周（2023年10月、集英社）[12][13]
- Talent-タレント-（2024年11月 - 、集英社）[14]

### エッセイ・その他
- 愛がなくても喰ってゆけます。（2005年、太田出版）[15]

YながFみ31歳を主人公とした、フィクションともノンフィクションとも付かないグルメエッセイ。オススメする料理店が登場する。
- あのひととここだけのおしゃべり(2007年、太田出版)[16]

やまだないと・三浦しをん・羽海野チカ・萩尾望都・志村貴子らとの対談集。
- 仕事でも、仕事じゃなくても 漫画とよしながふみ(2022年、フィルムアート社)[17]

編集者・ライターの山本文子によるインタビュー本

## メディア化作品
ドラマ
- 西洋骨董洋菓子店 (2001年、フジテレビ）(2021年、タイ）
- 大奥（2012年、TBS）（2023年、NHK）
- きのう何食べた? (2019年、2023年、テレビ東京)

映画
- 西洋骨董洋菓子店 (2008年、韓国)
- 大奥（2010年、松竹）（2012年、松竹）
- きのう何食べた?（2021年、東宝）

アニメ
- 西洋骨董洋菓子店（2008年、フジテレビ）
- 大奥（2023年、Netflix）

ドラマCD
- フラワー・オブ・ライフ(2006年、新書館)[18]
- 西洋骨董洋菓子店（2002年-2003年、新書館)
- ジェラールとジャック(2008年、エンタメシンクタンク)[19]